# Milan Bogataj (sodnik)
Milan Bogataj, sodnik, * 20. avgust 1887, Soča, Bovec, † 14. april 1958, Gorica.
Rodil se je družini učiteljev v kraju Soča pri Bovcu. Ljudsko šolo je obiskoval na Livku, gimnazijo pa v Gorici (1897-1906). Pravo je študiral v Gradcu (1906-1908) in Pragi (1908-1910), ter tu leta 1914 diplomiral. Služboval je kot praktikant na sodišču v Trstu (1910-1911), bil nato sodnik pripravnik pri višjem deželnem sodišču v Opatiji (1911-1915), Gradcu (1915-1917) in Trstu (1917-1918), nato okrožni sodnik v Červinjanu, Sežani (1919-1921), tu se je februarja 1920 poročil z Marijo Seražin in Senožečah (1921-1926). Fašisti so mu očitali, da sodne razprave vodi v slovenskem jeziku in da podpira slovenske organizacije, zato so ga marca 1927 kazensko prestavile k deželnemu sodišču v Alessandrio (1927-1941), zatem pa v Torino (1941-1945). Zavezniška vojaška uprava ga je leta 1945 namestila pri deželnem sodišču v Gorici, kjer je ostal do upokojitve.